# Cymbopteryx fuscimarginalis
Cymbopteryx fuscimarginalis là một loài bướm đêm trong họ Crambidae.